# La Vila (Biosca)
La Vila és una masia del municipi de Biosca (Solsonès) que forma part de l'Inventari del Patrimoni Arquitectònic de Catalunya.

## Situació
És una de les masies del veïnat disseminat de Lloberola, al nord del terme municipal. Es troba al vessant esquerre de la rasa de Lloberola, als plans de la carena entre el barranc de la Vila i el de l'Horta del Mas, a l'obaga del serrat de Sasserra. S'hi va des de la carretera C-451 (de Guissona a Solsona), prenent al km 37,2 un trencall senyalitzat que hi mena.

## Descripció
És un edifici de quatre façanes i quatre plantes. A la façana sud, a la planta baixa a l'esquerra, hi ha una petita entrada. A la dreta hi ha una construcció nova de formigó. A la següent planta, a l'esquerra hi ha una finestra. A la planta següent, hi ha quatre finestres, i un accés que dona a una terrassa de l'adjunt de nova construcció. A la darrera planta hi ha dues finestres.

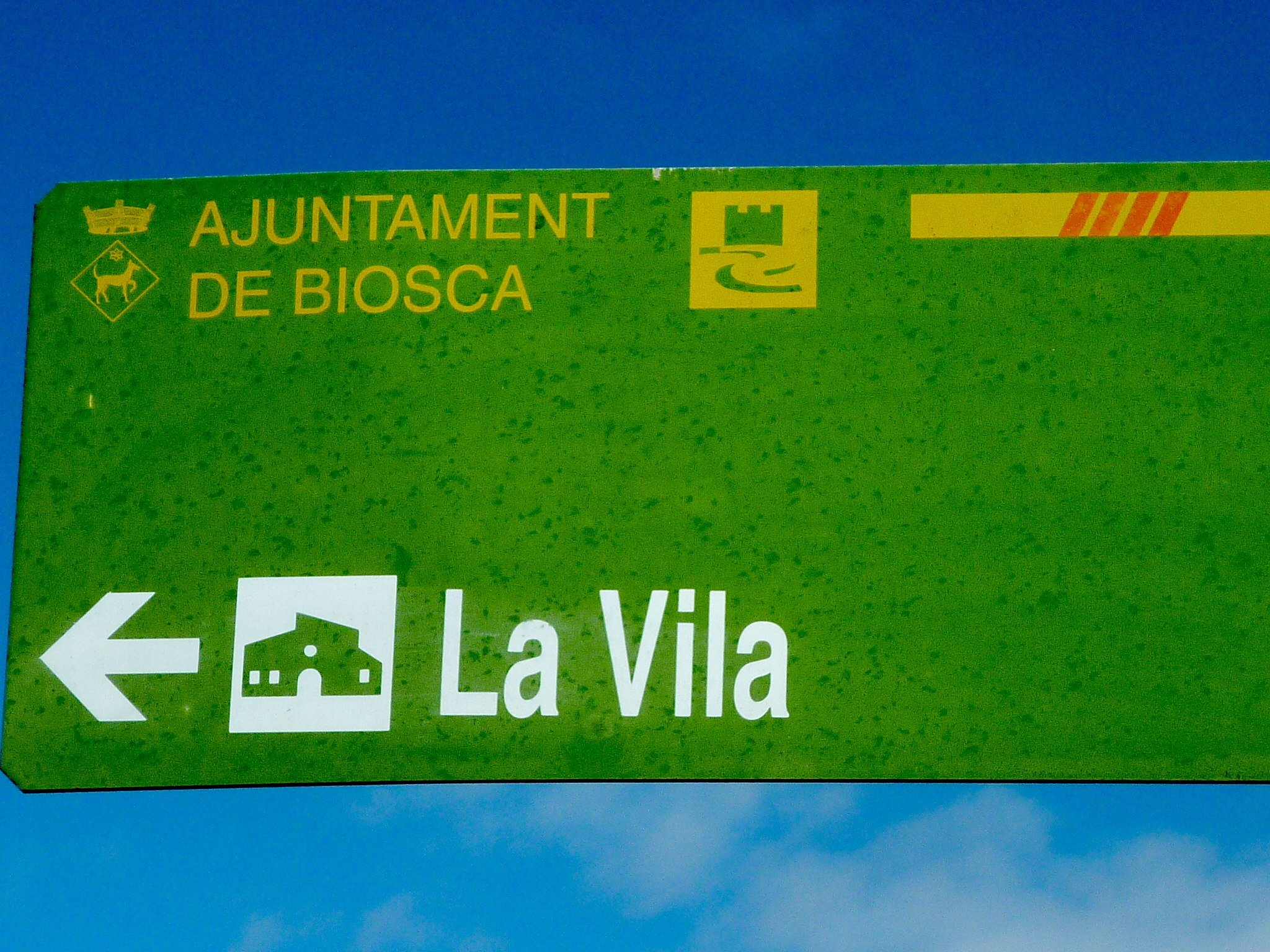
Indicador a la Vila

A la façana oest, a la part esquerra, hi ha una entrada amb porta metàl·lica de doble batent, a la dreta adossat a la façana hi ha un edifici de nova construcció. A la planta següent, hi ha tres finestres, les dues de l'esquerra amb ampit. A la part superior de la façana hi ha dues finestres.
A la façana nord, hi ha tres finestres a la tercera i una a la darrera. A la façana est, hi ha dues finestres, i diverses petites obertures. La coberta és de dos vessants (Nord-Sud), acabada amb teules.
Adjunt a la façana sud de la casa, hi ha una estructura de nova construcció, té una gran entrada amb porta metàl·lica al sud, i a la part superior és una terrassa que s'accedeix des de la casa. Adjunt amb aquest sobresurt un mur on hi ha una entrada amb porta metàl·lica.
Hi ha un parell d'edificis annexos, que tenia funció originalment de refugi pel bestiar i paller. Es troben davant de la façana est de l'edifici principal. Tenen només una planta, i es caracteritzen per la gran entrada a l'interior.